# 1385 в Україні

## Події
- Київський князь Володимир Ольгердович схопив і ув'язнив митрополита Діонісія, якого прислали в Київ замість Кипріана.

## Засновані, зведені
- Стрий
- Плешевичі
- Урмань
- Церква святого Георгія (Феодосія)